# 北信濃ふるさとの森文化公園
北信濃ふるさとの森文化公園（きたしなのふるさとのもりぶんかこうえん）は長野県中野市にある総合公園。北信濃の人と自然の関わりをテーマに建設された。面積は15.48ヘクタール。一般財団法人「信州なかの産業・観光公社」が管理・運営をしている。

## 概要
温室・昆虫館、ハーブ園、サマーボブスレー、フィールドアスレチック、芝グラウンド、キャンプ場、マレットゴルフ場などがあり、遊びと文化の総合公園。隣接する浜津ヶ池では釣りやボートが楽しめる。プラネタリウムを併設した中野市立博物館に隣接している。

## 利用情報

### 温室・昆虫館
- 料金[5] : 一般200円、小・中学生100円

### サマーボブスレー
- 料金[6]

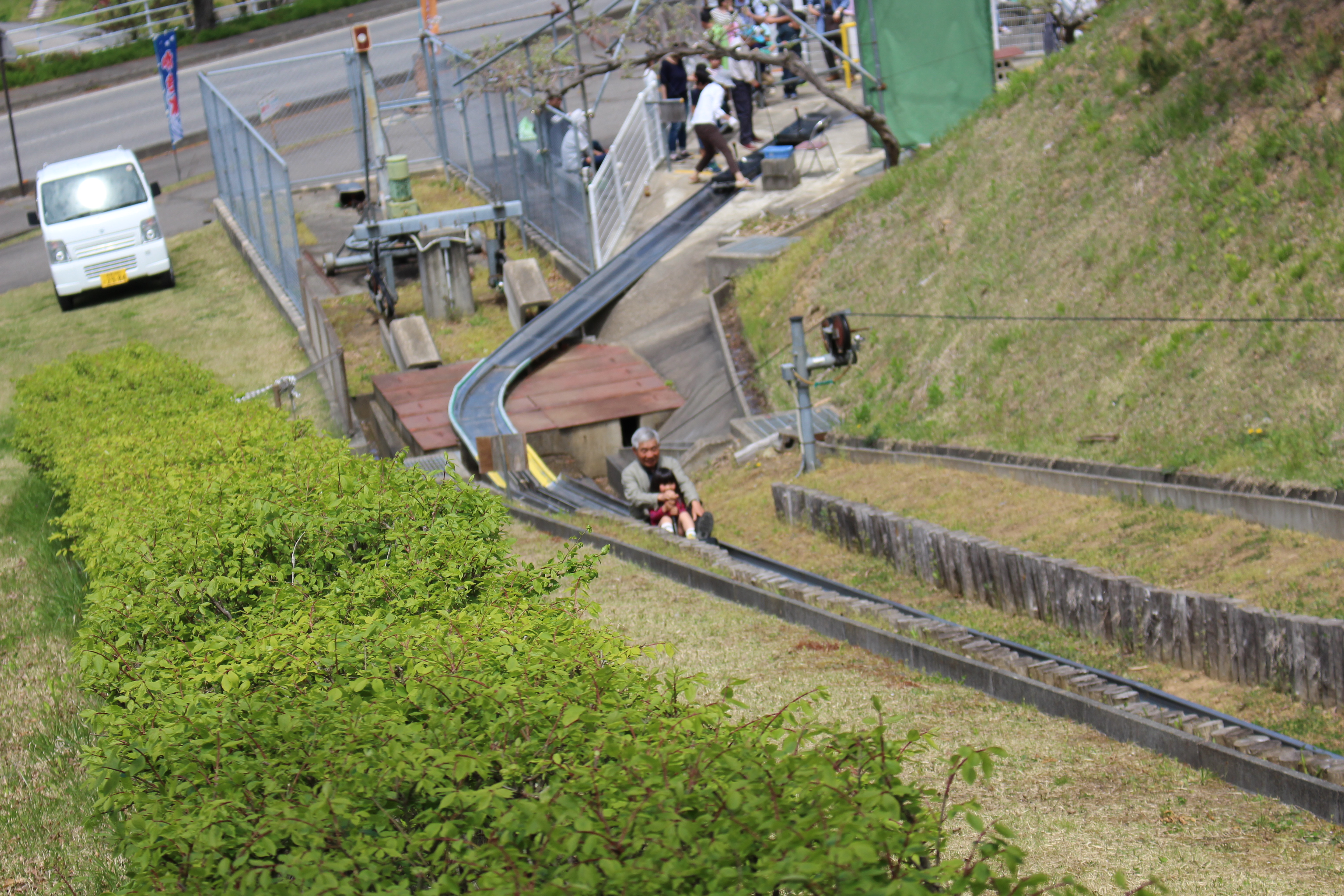
サマーボブスレー

  - 1回券 : 一般200円、小・中学生150円
  - 6回券 : 一般1,000円、小・中学生750円
- 運転日・運転時間
  - 4月 - 9月
    - 土曜日 : 午後1時 - 午後5時
    - 日曜・祝日 : 午前10時 - 午後5時

  - 10月 - 11月
    - 土曜日 : 午後1時 - 午後4時
    - 日曜・祝日 : 午前10時 - 午後4時
- 天候等により運転の休止・開始時期の遅れがある

### オートキャンプ場
- 利用時間[7] : 午後3時 - 翌日の午前10時
- 料金 : 1区画につき2,500円/1日（電気・水道・排水口の使用料込み）
- 区画数 : 全5区画
- 予約 : 3カ月前から予約可能
- 冬期間（11月30日から翌年の3月31日）は閉鎖

### 冒険の丘（フィールドアスレチック）
- 料金[8] : 無料
- 冬季間は積雪等のため利用できない

### こどもの国
- 料金[9]
  - バッテリーカー、定置乗り物 : 1回100円
  - キックボードの貸し出し : 30分100円（キックボードは、温室昆虫館で貸し出し）
- 冬季間は積雪等のため利用できない

### ディキャンプ場
- 料金[10]
  - 中央の炊事棟の周辺は（バーベキューエリア）無料、芝生のエリアは有料
  - キャンプ1泊（テント貸出料込） : テント1張りにつき 1,000円
- 12月 - 3月の間は積雪等のため利用できない

### 芝グランド
- 貸出期間[11] : 5月 - 11月
- 貸出時間 : 午前9時 - 午後5時
- 使用料 : 公園事務所に問い合わせる

### マレットゴルフ場
- 貸出期間[12] : 4月 - 11月
- 貸出時間 : 午前9時 - 午後5時
- 使用料 : 一般 : 300円、小・中学生 : 150円
- 予約 : 個人・小人数のグループは予約不要、団体等は事前予約
- 冬期間（12月1日から3月31日）は閉鎖

### その他

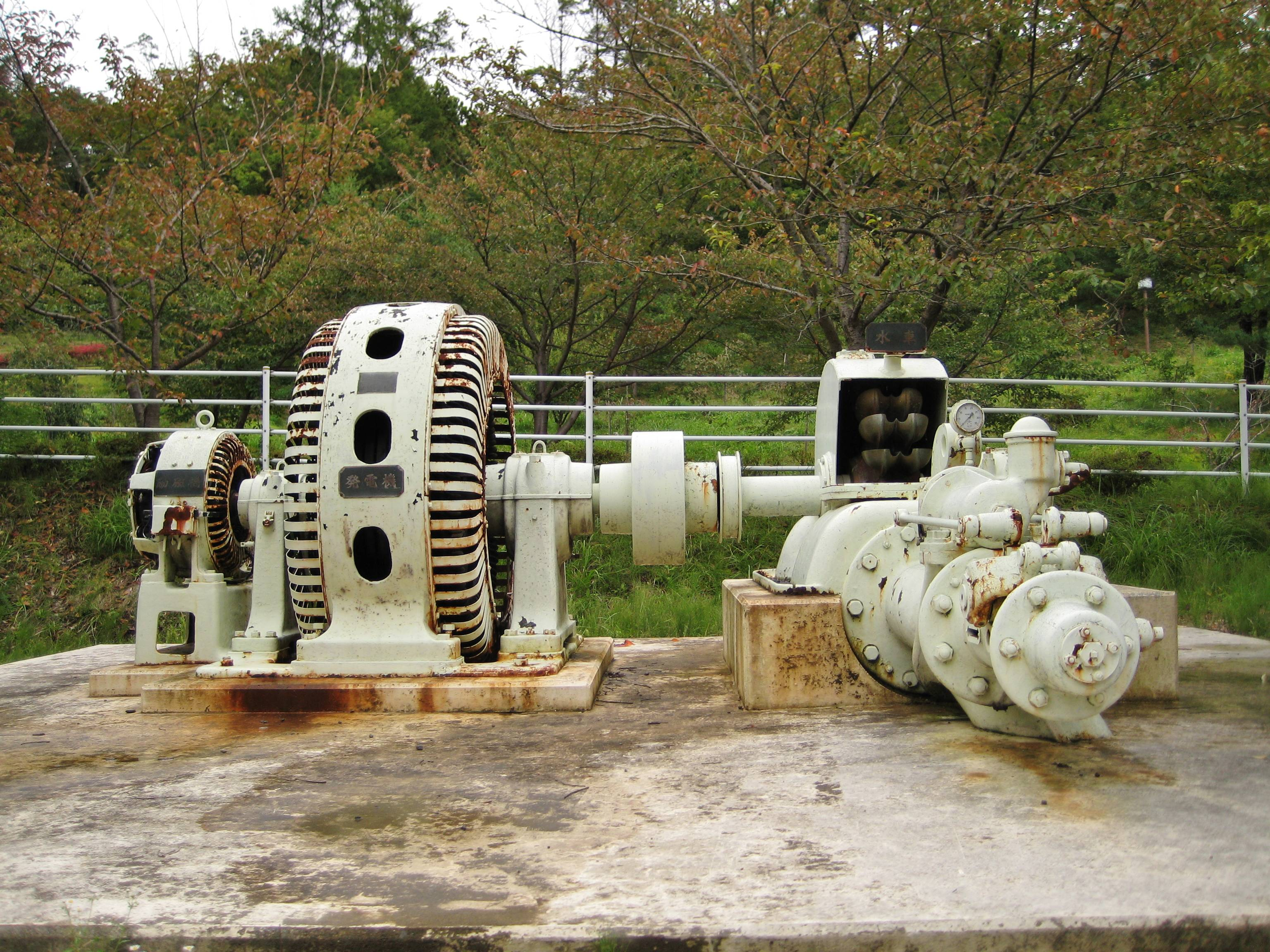
中部電力楠川水力発電所水車発電機
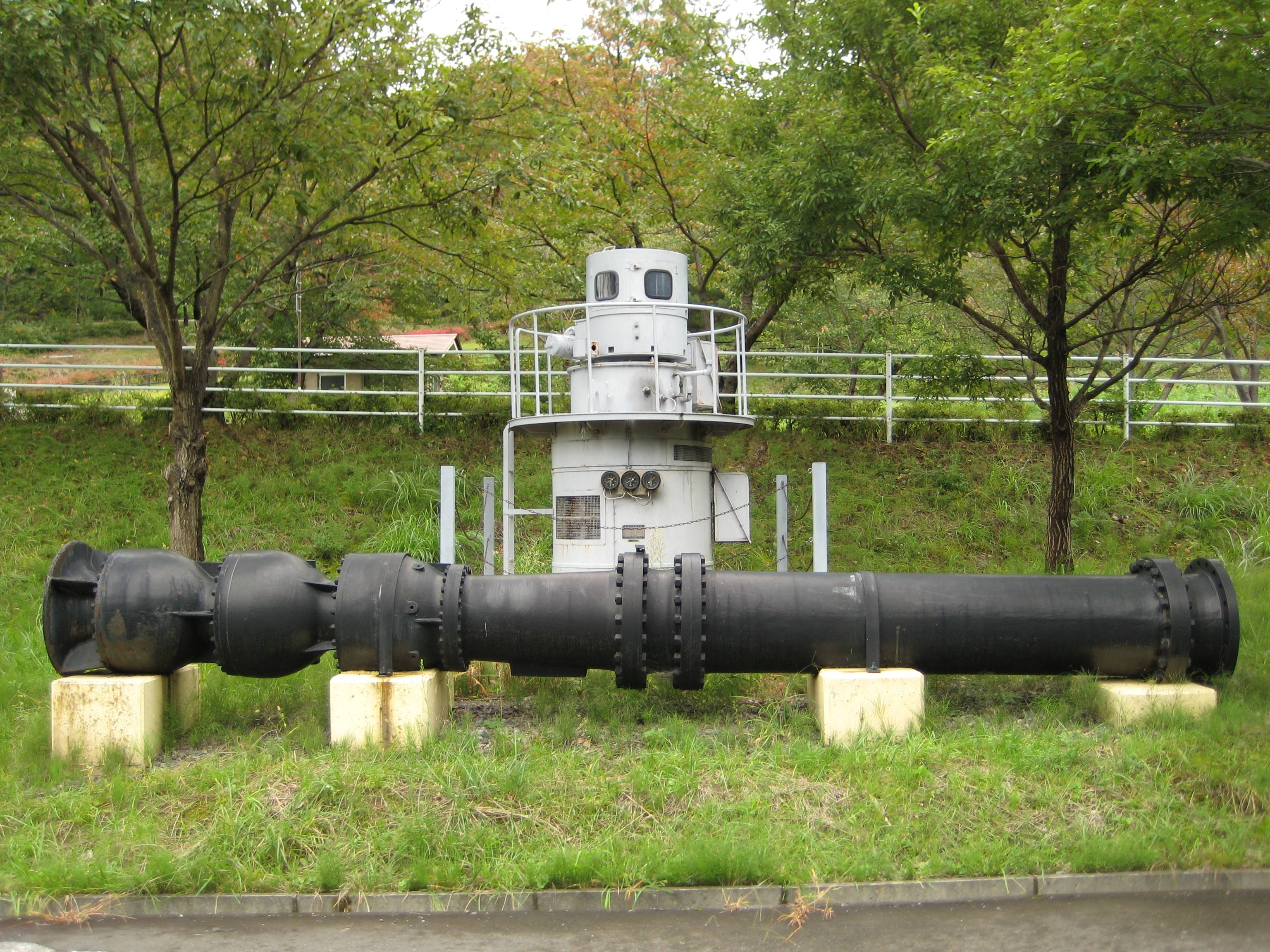
中野揚水機場揚水ポンプ・電動機

## 交通
- 上信越自動車道信州中野ICから約10分[13]